# Moses Odubajo
Moses Adeshina Ayoola Junior Odubajo (Greenwich, 28 juli 1993) is een Engels voetballer die bij voorkeur als rechtsback speelt. Met Hull City promoveerde hij in mei 2016 als basisspeler naar de Premier League, maar kwam nadien door blessureleed niet meer voor de club in actie. In augustus 2018 keerde Odubajo na een proefperiode terug bij Brentford FC.

## Clubcarrière
Odubajo is afkomstig uit de jeugdacademie van Leyton Orient. Die club verhuurde hem om speelervaring op te doen aan St. Albans City, Sutton United en Bishop's Stortford. In 2014 werd de rechtsachter verkocht aan Brentford. Hij maakte drie doelpunten in 47 competitieduels in het seizoen 2014/15. In 2015 werd hij verkocht aan Hull City. Op 16 augustus 2015 debuteerde Odubajo voor The Tigers tegen Wolverhampton Wanderers.

## Interlandcarrière
Odubajo speelde in 2015 zes interlands voor Engeland –20.